# Крива (Калуський район)
Кри́ва — село Долинської громади Калуського району Івано-Франківської області України.

## Географія
Селом протікає потік Крива.

## Історія
Івано-Франківська обласна Рада народних депутатів рішенням від 15 липня 1993 року утворила Грабівську сільраду і сільській Раді підпорядкувала село Крива Лоп'янської сільради

## Населення

### Мова
Розподіл населення за рідною мовою за даними перепису 2001 року:
| Мова       | Кількість | Відсоток |
| ---------- | --------- | -------- |
| українська | 85        | 100%     |